# ایگور بودان
ایگور بودان (کرواتی: Igor Budan; زادهٔ ۲۲ آوریل ۱۹۸۰) بازیکن فوتبال اهل کرواسی است. از باشگاه‌هایی که در آن بازی کرده‌است می‌توان به پالرمو، باشگاه فوتبال آنکونا، پارما، امپولی، آتالانتا و چزنا اشاره کرد. وی همچنین در تیم ملی فوتبال کرواسی بازی کرده‌است.